# Фінал кубка СРСР з футболу 1963
22-й фінал кубка СРСР з футболу відбувся на Центральному стадіоні у Москві 10 серпня 1963 року. У грі взяли участь московський «Спартак» і донецький «Шахтар».

## Претенденти
- «Спартак» (Москва) — восьмиразовий чемпіон СРСР (1936 (o), 1938, 1939, 1952, 1953, 1956, 1958, 1962), шестиразовий володар кубка СРСР (1938, 1939, 1946, 1947, 1950, 1958).

- «Шахтар» (Донецьк) — дворазовий володар кубка СРСР (1961, 1962).

## Шлях до фіналу
| «Спартак» М | «Спартак» М | Етап    | «Шахтар»         | «Шахтар» |
| ----------- | ----------- | ------- | ---------------- | -------- |
|             |             |         |                  |          |
| Суперник    | Рахунок     | Плей-оф | Суперник         | Рахунок  |
| «Шинник»    | 3-0 (г)     | 1/16    | ЦСКА             | 1-0 (г)  |
| «Динамо» К  | 1-0 (д)     | 1/8     | «Торпедо» М      | 4-1 (д)  |
| «Динамо» Лд | 4-1 (д)     | 1/4     | СКА (Хабаровськ) | 2-1 (д)  |
| «Динамо» М  | 2-0 (д)     | 1/2     | «Кайрат»         | 2-1 (д)  |

## Деталі
| 10 серпня 1963 |

| «Спартак» М            | 2 – 1 | «Шахтар»   |
| ---------------------- | ----- | ---------- |
| Хусаїнов 10' Фалін 62' | Звіт  | Колосов 8' |

| Центральний стадіон (Москва) Глядачів: 104 000 Арбітр: Володимир Ходін (Мінськ) |

| СПАРТАК        |                      |     |
|                |                      |     |
| ВР             | Володимир Маслаченко |     |
| ЗХ             | Анатолій Солдатов    |     |
| ЗХ             | Валерій Дикарьов     |     |
| ЗХ             | Анатолій Крутиков    |     |
| ЗХ             | Олексій Корнєєв      |     |
| ПЗ             | Ігор Нетто           |     |
| НП             | В'ячеслав Амбарцумян |     |
| ПЗ             | Юрій Фалін           |     |
| ПЗ             | Геннадій Логофет     |     |
| НП             | Юрій Севідов         |     |
| НП             | Галімзян Хусаїнов    | 80' |
| Заміна:        |                      |     |
| НП             | Валерій Рейнгольд    | 80' |
| Тренер:        |                      |     |
| Микита Симонян |                      |     |

| ШАХТАР       |                      |     |
|              |                      |     |
| ВР           | Леонід Клюєв         |     |
| ПЗ           | Володимир Сальков    |     |
| ЗХ           | Геннадій Снєгирьов   |     |
| ЗХ           | В'ячеслав Аляб'єв    |     |
| ПЗ           | Володимир Сорокін    |     |
| ЗХ           | Віктор Носов         |     |
| НП           | Анатолій Родін       |     |
| ПЗ           | Олег Колосов         |     |
| НП           | Юрій Ананченко       |     |
| ПЗ           | Дмитро Мізерний      |     |
| НП           | Валентин Сапронов    | 46' |
| Заміна:      |                      |     |
| НП           | Віталій Хмельницький | 46' |
| Тренер:      |                      |     |
| Олег Ошенков |                      |     |